# Jacco Janssen
J.H. (Jacco) Janssen is een Nederlandse strafrechter in Rotterdam.

## Biografie
Janssen studeerde aan de Erasmus Universiteit Rotterdam. Hij staat als rechter bekend om zijn informele stijl als voorzitter en open houding naar verdachten.  Hij kreeg bekendheid als rechter in zaken die veel media-aandacht kregen, zoals de zaken tegen Jos van Rey, de eerste verdachte van straatintimidatie in Rotterdam, Willem Engel en Richard de Mos. Janssen was woordvoerder van de Raad voor de Rechtspraak. Hij doceert aan de Vrije Universiteit Amsterdam.

## Hervorming rechtspraak
Janssen is een vernieuwer in de Nederlandse rechtspraak; hij bekijkt het systeem kritisch en bedenkt betere vormen. Hij bedacht een verkort, zakelijker en overzichtelijk vonnis dat minder schrijftijd kost en begrijpelijker te lezen is. Hij speelde een  belangrijke rol bij het introduceren van procesafspraken tussen OM en verdediging, om de werklast te verminderen. Veel voorgestelde afspraken worden echter door rechters afgewezen.
In september 2022 droeg hij als proef een week lang een enkelband. Hij pleitte voor het invoeren ervan als zelfstandige straf, naast de bestaande mogelijkheid bij voorlopige hechtenis, voorwaardelijke straf of resocialisatie.

## Media en publicaties
Janssen is één van de auteurs van de Togacolumn in NRC. In november 2018 riep hij kandidaten met een niet-westerse achtergrond op te solliciteren bij de Rechtspraak, en schreef hij een persoonlijke e-mail aan alle reageerders. Hij is copresentator van de podcast de Staat van het Strafrecht van de Rechtspraak. Hij heeft geschreven voor Rechtstreeks, een wetenschappelijk blad van de Rechtspraak. Hij is regelmatig te gast geweest op NPO Radio 1, met name bij Spraakmakers.